# The Chevron Championship
The Chevron Championship, dit le Championnat Chevron, est l'un des cinq tournois majeurs qui composent le Grand Chelem dans le golf professionnel féminin du circuit de la Ladies Professional Golf Association (LPGA) aux côtés de l'Open américain, du Championnat de la LPGA, de l'Open britannique et du Championnat Evian.
Créé en 1972 par l'actrice Dinah Shore, d'où son surnom de « The Dinah Shore  » qui a été longtemps incorporé dans son nom officiel de 1972 à 1999, et le président de la société Colgate-Palmolive, David Foster, le tournoi est reconnu comme tournoi majeur à partir de 1983 et est le premier tournoi majeur d'une saison du circuit LPGA. Depuis sa création, le tournoi est nommé au nom du sponsor principal du tournoi sous forme de naming : Colgate (1972-1981), Nabisco (1982-2001), Kraft Nabisco (2002-2014), ANA (2014-2021) et donc Chevron depuis 2022. Initialement disputé au « Mission Hills Country Club » de Rancho Mirage en Californie, il est depuis 2023 disputé au « Club at Carlton Woods » de Woodlands au Texas en raison du déménagement de son sponsor-naming Chevron dans cet État.
Amy Alcott, Betsy King et Annika Sörenstam détiennent le record de victoires sur ce tournoi avec trois éditions remportées. La première étrangère à s'être imposée est la Canadienne Sandra Post en 1978, et depuis son avènement à tournoi majeur en 1983 par la Suédoise Helen Alfredsson en 1993.

## Historique du nom du tournoi
- 1972–1980 : Colgate-Dinah Shore Winner's Circle
- 1981 : Colgate-Dinah Shore
- 1982 : Nabisco Dinah Shore Invitational
- 1983–1999 : Nabisco Dinah Shore
- 2000–2001 : Nabisco Championship
- 2002–2014 : Kraft Nabisco Championship
- 2015–2021 : ANA Inspiration
- depuis 2022 : The Chevron Championship

## 2021: le50eanniversaire
Le 50e anniversaire de ce tournoi fut célébré lors de l'épreuve disputée en 2021 et remportée par la joueuse thaïlandaise, Patty Tavatanakit.

## Dotation
Ce tournoi est né pendant le mouvement de revendication de l'égalité des primes sportives, entre les hommes et les femmes, au début des années 70, porté par un courant de revendications féministes. Lors de la première édition, la dotation apportée par l'entreprise Colgate Palmolive, fut de 110 00 dollars. Une véritable évolution financière pour le golf féminin de l'époque. L'arrivée du sponsor Kraft Nabisco, va permettre de faire évoluer cette dotation jusqu'à 2 millions de dollars, en 2014. Grâce à la société japonaise ANA, la dotation franchit un nouveau plafond pour être portée à 3 millions de dollars, en 2019. Désormais, et en lien avec un changement de partenaire, la société pétrolière Chevron, ce tournoi Majeur atteint les 5 millions de dollars, une somme que seul l'US Women's Open proposait jusqu'ici. 

## Palmarès
| Nom du tournoi                                                                               | Année                                                                                        | Vainqueur                                                                                    | Score                                                                                        | Dotation                                                                                     |
| De sa création en 1972 à l'édition 1982, le tournoi n'a pas le statut de « tournoi majeur ». | De sa création en 1972 à l'édition 1982, le tournoi n'a pas le statut de « tournoi majeur ». | De sa création en 1972 à l'édition 1982, le tournoi n'a pas le statut de « tournoi majeur ». | De sa création en 1972 à l'édition 1982, le tournoi n'a pas le statut de « tournoi majeur ». | De sa création en 1972 à l'édition 1982, le tournoi n'a pas le statut de « tournoi majeur ». |
| -------------------------------------------------------------------------------------------- | -------------------------------------------------------------------------------------------- | -------------------------------------------------------------------------------------------- | -------------------------------------------------------------------------------------------- | -------------------------------------------------------------------------------------------- |
| Colgate-Dinah Shore Winner's Circle                                                          | 1972                                                                                         | Jane Blalock                                                                                 | 71-70-72 (213)                                                                               | 110 000 $                                                                                    |
| Colgate-Dinah Shore Winner's Circle                                                          | 1973                                                                                         | Mickey Wright                                                                                | 71-74-71-68 (284)                                                                            | 135 000 $                                                                                    |
| Colgate-Dinah Shore Winner's Circle                                                          | 1974                                                                                         | Jo Ann Prentice                                                                              | 71-71-74-73 (289)                                                                            | 179 000 $                                                                                    |
| Colgate-Dinah Shore Winner's Circle                                                          | 1975                                                                                         | Sandra Palmer                                                                                | 70-70-70-73 (283)                                                                            | 180 000 $                                                                                    |
| Colgate-Dinah Shore Winner's Circle                                                          | 1976                                                                                         | Judy Rankin                                                                                  | 74-72-71-68 (285)                                                                            | 185 000 $                                                                                    |
| Colgate-Dinah Shore Winner's Circle                                                          | 1977                                                                                         | Kathy Whitworth                                                                              | 76-70-72-71 (289)                                                                            | 240 000 $                                                                                    |
| Colgate-Dinah Shore Winner's Circle                                                          | 1978                                                                                         | Sandra Post                                                                                  | 65-75-72-72 (283)                                                                            | 240 000 $                                                                                    |
| Colgate-Dinah Shore Winner's Circle                                                          | 1979                                                                                         | Sandra Post (2)                                                                              | 68-70-68-70 (276)                                                                            | 250 000 $                                                                                    |
| Colgate-Dinah Shore Winner's Circle                                                          | 1980                                                                                         | Donna Caponi                                                                                 | 71-67-66-71 (275)                                                                            | 250 000 $                                                                                    |
| Colgate-Dinah Shore                                                                          | 1981                                                                                         | Nancy Lopez                                                                                  | 71-73-69-64 (277)                                                                            | 250 000 $                                                                                    |
| Nabisco Dinah Shore Invitational                                                             | 1982                                                                                         | Sally Little                                                                                 | 76-67-71-64 (278)                                                                            | 300 000 $                                                                                    |
| Le tournoi prend à partir de 1983 le statut de « tournoi majeur ».                           |                                                                                              |                                                                                              |                                                                                              |                                                                                              |
| Nabisco Dinah Shore                                                                          | 1983                                                                                         | Amy Alcott                                                                                   | 70-70-70-72 (282)                                                                            | 400 000 $                                                                                    |
| Nabisco Dinah Shore                                                                          | 1984                                                                                         | Juli Inkster                                                                                 | 70-73-69-68 (280)                                                                            | 400 000 $                                                                                    |
| Nabisco Dinah Shore                                                                          | 1985                                                                                         | Alice Miller                                                                                 | 70-68-70-67 (275)                                                                            | 400 000 $                                                                                    |
| Nabisco Dinah Shore                                                                          | 1986                                                                                         | Pat Bradley                                                                                  | 68-72-69-71 (280)                                                                            | 430 000 $                                                                                    |
| Nabisco Dinah Shore                                                                          | 1987                                                                                         | Betsy King                                                                                   | 68-75-72-68 (283)                                                                            | 500 000 $                                                                                    |
| Nabisco Dinah Shore                                                                          | 1988                                                                                         | Amy Alcott (2)                                                                               | 71-66-66-71 (274)                                                                            | 500 000 $                                                                                    |
| Nabisco Dinah Shore                                                                          | 1989                                                                                         | Juli Inkster (2)                                                                             | 66-69-73-71 (279)                                                                            | 500 000 $                                                                                    |
| Nabisco Dinah Shore                                                                          | 1990                                                                                         | Betsy King (2)                                                                               | 69-70-69-75 (283)                                                                            | 600 000 $                                                                                    |
| Nabisco Dinah Shore                                                                          | 1991                                                                                         | Amy Alcott (3)                                                                               | 67-70-68-68 (273)                                                                            | 600 000 $                                                                                    |
| Nabisco Dinah Shore                                                                          | 1992                                                                                         | Dottie Mochrie                                                                               | 69-71-70-69 (279)                                                                            | 700 000 $                                                                                    |
| Nabisco Dinah Shore                                                                          | 1993                                                                                         | Helen Alfredsson                                                                             | 69-71-72-72 (284)                                                                            | 700 000 $                                                                                    |
| Nabisco Dinah Shore                                                                          | 1994                                                                                         | Donna Andrews                                                                                | 70-69-67-70 (276)                                                                            | 700 000 $                                                                                    |
| Nabisco Dinah Shore                                                                          | 1995                                                                                         | Nanci Bowen                                                                                  | 69-75-71-70 (285)                                                                            | 850 000 $                                                                                    |
| Nabisco Dinah Shore                                                                          | 1996                                                                                         | Patty Sheehan                                                                                | 71-72-67-71 (281)                                                                            | 900 000 $                                                                                    |
| Nabisco Dinah Shore                                                                          | 1997                                                                                         | Betsy King (3)                                                                               | 71-67-67-71 (276)                                                                            | 900 000 $                                                                                    |
| Nabisco Dinah Shore                                                                          | 1998                                                                                         | Pat Hurst                                                                                    | 68-72-70-71 (281)                                                                            | 1 000 000 $                                                                                  |
| Nabisco Dinah Shore                                                                          | 1999                                                                                         | Dottie Pepper (2)                                                                            | 70-66-67-66 (269)                                                                            | 1 000 000 $                                                                                  |
| Championnat Nabisco                                                                          | 2000                                                                                         | Karrie Webb                                                                                  | 67-70-67-70 (274)                                                                            | 1 250 000 $                                                                                  |
| Championnat Nabisco                                                                          | 2001                                                                                         | Annika Sörenstam                                                                             | 72-70-70-69 (281)                                                                            | 1 500 000 $                                                                                  |
| Championnat Kraft Nabisco                                                                    | 2002                                                                                         | Annika Sörenstam (2)                                                                         | 70-71-71-68 (280)                                                                            | 1 500 000 $                                                                                  |
| Championnat Kraft Nabisco                                                                    | 2003                                                                                         | Patricia Meunier-Lebouc                                                                      | 70-68-70-73 (281)                                                                            | 1 600 000 $                                                                                  |
| Championnat Kraft Nabisco                                                                    | 2004                                                                                         | Grace Park                                                                                   | 72-69-67-69 (277)                                                                            | 1 600 000 $                                                                                  |
| Championnat Kraft Nabisco                                                                    | 2005                                                                                         | Annika Sörenstam (3)                                                                         | 70-69-66-68 (273)                                                                            | 1 800 000 $                                                                                  |
| Championnat Kraft Nabisco                                                                    | 2006                                                                                         | Karrie Webb (2)                                                                              | 70-68-76-65 (279)                                                                            | 1 800 000 $                                                                                  |
| Championnat Kraft Nabisco                                                                    | 2007                                                                                         | Morgan Pressel                                                                               | 74-72-70-69 (285)                                                                            | 2 000 000 $                                                                                  |
| Championnat Kraft Nabisco                                                                    | 2008                                                                                         | Lorena Ochoa                                                                                 | 68-71-71-67 (277)                                                                            | 2 000 000 $                                                                                  |
| Championnat Kraft Nabisco                                                                    | 2009                                                                                         | Brittany Lincicome                                                                           | 66-74-70-69 (279)                                                                            | 2 000 000 $                                                                                  |
| Championnat Kraft Nabisco                                                                    | 2010                                                                                         | Yani Tseng                                                                                   | 69-71-67-68 (275)                                                                            | 2 000 000 $                                                                                  |
| Championnat Kraft Nabisco                                                                    | 2011                                                                                         | Stacy Lewis                                                                                  | 66-69-71-69 (275)                                                                            | 2 000 000 $                                                                                  |
| Championnat Kraft Nabisco                                                                    | 2012                                                                                         | Sun-Young Yoo                                                                                | 69-69-72-69 (279)                                                                            | 2 000 000 $                                                                                  |
| Championnat Kraft Nabisco                                                                    | 2013                                                                                         | Inbee Park                                                                                   | 70-67-67-69 (273)                                                                            | 2 000 000 $                                                                                  |
| Championnat Kraft Nabisco                                                                    | 2014                                                                                         | Lexi Thompson                                                                                | 73-64-69-68 (274)                                                                            | 2 000 000 $                                                                                  |
| ANA Inspiration                                                                              | 2015                                                                                         | Brittany Lincicome (2)                                                                       | 72-68-70-69 (279)                                                                            | 2 500 000 $                                                                                  |
| ANA Inspiration                                                                              | 2016                                                                                         | Lydia Ko                                                                                     | 70-68-69-69 (276)                                                                            | 2 600 000 $                                                                                  |
| ANA Inspiration                                                                              | 2017                                                                                         | Ryu So-yeon                                                                                  | 68-69-69-68 (274)                                                                            | 2 700 000 $                                                                                  |
| ANA Inspiration                                                                              | 2018                                                                                         | Pernilla Lindberg                                                                            | 65-67-70-71 (273)                                                                            | 2 800 000 $                                                                                  |
| ANA Inspiration                                                                              | 2019                                                                                         | Jin-Young Ko                                                                                 | 69-71-68-70 (278)                                                                            | 3 000 000 $                                                                                  |
| ANA Inspiration                                                                              | 2020                                                                                         | Mirim Lee                                                                                    | 70-65-71-67 (273)                                                                            | 3 100 000 $                                                                                  |
| ANA Inspiration                                                                              | 2021                                                                                         | Patty Tavatanakit                                                                            | 66-69-67-68 (270)                                                                            | 3 100 000 $                                                                                  |
| Championnat Chevron                                                                          | 2022                                                                                         | Jennifer Kupcho                                                                              | 66-70-64-74 (274)                                                                            | 5 000 000 $                                                                                  |
| Championnat Chevron                                                                          | 2023                                                                                         | Lilia Vu                                                                                     | 68-69-73-68 (278)                                                                            | 5 100 000 $                                                                                  |
| Championnat Chevron                                                                          | 2024                                                                                         | Nelly Korda                                                                                  | 68-69-69-69 (275)                                                                            | 7 900 000 $                                                                                  |
| Championnat Chevron                                                                          | 2025                                                                                         | Mao Saigo                                                                                    | 70-68-69-74 (281)                                                                            | 8 000 000 $                                                                                  |

## Dans la culture populaire
L'épisode « Looking Back » de la 1re saison de la série télévisée The L Word se déroule lors de ce tournoi de golf féminin, car en marge de celui-ci a lieu depuis 1991 le grand rendez-vous annuel lesbien, le Club Skirts Dinah Shore Weekend.